# Natriumklorid
|  | For almindeligt bordsalt, se Husholdningssalt |
Natriumklorid (natriumchlorid iflg. Kemisk Ordbog) er det kemiske navn for det, som vi kalder salt. Salt som bruges i husholdningen, primært salt til madlavning). Ordet salt brugt om natriumklorid er lidt misvisende, fordi det i fagterminologien bruges om en hel gruppe af kemiske forbindelser kaldet salte, hvoraf det stof man i køkkenet omtaler som "salt", blot er ét enkelt "medlem". Natriumklorid er en ionforbindelse. 

## Fremstilling
De tre primære metoder for fremstilling af salt er; mineudvinding af stensalt, vakuumsaltproduktion og fremstilling ved hjælp af sol og vind.
Mineudvinding (stensalt)
Her foregår alt under jordoverfladen, hvor saltet bliver udvundet af undergrunden med bor, sprængning og nedbrydning. En stor del af denne produktion bliver brugt som vejsalt om vinteren. Vinterens luner har naturligvis en væsentlig indflydelse på netop dette forbrug. Salt fra miner er meget tørt med et vandindhold på ca. 0,3 %. Saltet knuses og sorteres til kornstørrelser fra 0,16 til 18 mm.
Vakuumsalt
Dette er i dag den mest brugte proces til produktion af salt[kilde mangler]. Opvarmet vand bliver pumpet ned i en salthorst, hvorved saltet bliver opløst. Saltopløsningen bliver pumpet op til overfladen og renset for urenheder ved forskellige fældningsprocesser. Derefter bliver saltvandet bragt til kogepunktet under vakuum i store fordampningskedler ved 120 °C, for at producere det fine vakuumsalt. Dette salt bliver fx brugt som industrisalt, som vejsalt, i catering- og restaurationsbranchen og i husholdningerne. Vakuumsalt har en kornstørrelse fra 1,0-0,125 mm.
I Danmark produceres der hvert år omkring 600.000 ton salt fra en saltdiapir ved Hvornum ved Mariager Fjord. Man regner med at saltdiapiren er så stor, at der vil være salt til uændret udvinding i 16.000 år.
Salt produceret ved hjælp af fordampning fra solen
I varme lande bliver salt produceret ved at lade sol og vind fordampe havvand i bassiner. Havvandet ledes ind i store bassiner, hvor fordampningen påbegyndes. Efterhånden som vandet fordamper, stiger koncentrationen af mineraler i vandet. På et tidspunkt begynder mineralerne at udkrystallisere. 77 % af mineralerne er NaCl og til alt held udkrystalliserer salt som det sidste mineral, dvs. til sidst er der kun salt tilbage i vandet, og når vandet er fordampet helt væk, kan maskinerne høste de mellem 8 og 12 cm salt der ligger på bunden af bassinet. Dette salt har et vandindhold på ca. 4 % og en kornstørrelse fra 0,5-5mm.
Som sådan tænkes havene at være uudtømmelige for salt. Et bud på hvor meget vand der er på Jorden er 1,37 millioner km³, hvoraf hver km³ indeholder ca. 20 millioner tons salt. Dette giver en saltreserve på 27,4 Eg salt. Der produceres ca. 25 millioner tons om året fra oceanerne. Hvis produktionen af salt forbliver konstant på 20 millioner tons om året, vil saltreserven være udtømt inden 1,1 millioner år.

## Tekniske anvendelser
Natriumklorids anvendelse som smagsforstærkende krydderi vil være de fleste bekendt, men stoffet bruges til meget mere end mad, f.eks.:
- Konserveringsmiddel: Meget få mikroorganismer kan overleve i et miljø med høj koncentration af natriumklorid, fordi vandet i trækkes ud af organismernes celler ved osmose. Derfor har "salt" været brugt som konserveringsmiddel og som desinfektionsmiddel for sår.
- I lande hvor vintervejret kan skabe problemer for trafikken spreder man natriumklorid på vejene for at sænke nedbørens frysepunkt: Tilstedeværelsen af natrium- og klorioner gør det sværere for vandmolekylerne at finde sammen i den faste krystalstruktur, der kendetegner is.

## Sundhed og sygdom
Mennesker indtager en særstilling blandt primater derved at vi udskiller store mængder natriumklorid gennem sved, og vores behov for stoffet i føden afhænger således stærkt af det klima vi lever i. Mens natriumklorid tidligere blev betragtet som et sjældent og værdifuldt krydderi, indtager store dele af befolkningen i udviklede lande med tempereret klima langt større mængder end kroppen har behov for, hvilket menes at medføre forhøjet blodtryk.
Til behandling eller forebyggelse af dehydrering, bruges en vandig opløsning af 0,9 % natriumklorid: Ved denne koncentration har opløsningen den samme tonicitet som ekstracellulærvæske. Natrium udgør størsteparten af blodets osmotiske tryk.
I Danmark blev det i 1998 besluttet, at der skal tilsættes jod i bordsalt for at forebygge sygdommen struma.

## Historisk
Salt har op gennem historien været en af de vigtigste handelsvarer, da det var det mest brugte konserveringsmiddel. Salthandelen var en af de væsentlige kilder til Hanseforbundets dominans i Nordeuropa, via deres adgang til den ældste kendte større saltforekomst ved Lüneburg, Tyskland (kendt tilbage fra 10. århundrede).
I Danmark har der været saltsydning på Læsø i mange hundrede år. I middelalderen var det fundamentet for livet på øen, men i 1652 blev det forbudt, fordi det store forbrug af træ gav anledning til sandflugt på øen. I dag er der en lille produktion af historisk interesse for turisterne.